# دبیرستان سعادت
دبیرستان سعادت بنای مدرسه ای تاریخی مربوط به دوره پهلوی است و در کرمان، میدان علی بن ابیطالب واقع شده و این اثر در تاریخ ۲۸ فروردین ۱۳۸۰ با شمارهٔ ثبت ۳۷۰۹ به‌عنوان یکی از آثار ملی ایران به ثبت رسیده‌است.
مدرسه ملي سعادت به همت زين العابدين خان ابراهيمي ولد حاج محمد كريم خان كرماني در سال ١٢٨٥ شمسي در محل مدرسه ابراهيم خان ظهيرالدوله تحت عنوان "مدرسه علميه" به سبك جديد و با مديريت احمد بهمنيار كرماني تأسيس شد. اين مدرسه از سال ١٢٩٨ به "مدرسه تربيت" تغيير نام مي دهد و در محل خانه مَدرس يا همان خلوت مدرسه ابراهيم خان ظهيرالدوله تشكيل مي شود. در سال ١٣١٥ تحت نام دبيرستان سعادت به مكاني كه امروزه در خيابان شاه نعمت الله ولي در حد فاصل ميدان علي ابن ابيطالب (فابريك) تا ميدان خواجو واقع شده است، منتقل مي شود و تا ٦٠ به فعاليت آموزشي خود ادامه مي دهد.